# Kevin Harmon
Kevin Harmon (New York, 26 ottobre 1966) è un ex giocatore di football americano statunitense che ha militato nel ruolo di running back nella National Football League (NFL).

## Carriera
Harmon fu scelto nel corso del quarto giro (101º assoluto) del Draft NFL 1988 dai Seattle Seahawks. Vi giocò per due stagioni un totale di 9 partite, correndo 37 yard su 3 tentativi.